# Satànica de Sant Andreu
La Satànica de Sant Andreu és una colla de diables del barri de Sant Andreu de Palomar. Té els orígens en l'Agrupament Escolta Pare Bertran, que l'any 1982 ja disposava de quatre diables i un drac, i que el 1985 va crear una colla pròpia de diables. El 6 de desembre de 1987 la Satànica de Sant Andreu fa la primera actuació pròpia, deslligada completament de l'agrupament escolta. Actualment, la colla té la seu al Centre Municipal de Cultura Popular de Sant Andreu - Can Galta.
La Satànica és formada, a més dels diables, pel grup infantil dels diablons i pels tabalers, que acompanyen els espectacles amb instruments de percussió com ara caixes, goliats, tabaletes, esquellots i tabals. També en forma part el Bretolàs, el drac de la colla, que té un ball i una melodia pròpies que es pot sentir en les seves aparicions.
Des que es va crear la colla, els diables de la Satànica de Sant Andreu participen activament en la vida social i festiva del barri. Hi han introduït actes festius nous, com ara els Tres Tombs Infernals –basats en celebracions diableres d'uns altres territoris de parla catalana– i els versos satírics del correfoc de la festa major del barri. També són els encarregats de dur a Sant Andreu del Palomar la Flama del Canigó, que cada any recullen els diablons a la plaça de Sant Jaume. I, d'ençà del 1997, reparteixen el carbó en la cavalcada de Reis de Sant Andreu.
Els espectacles de foc de la colla van arribar l'estiu del 1995 a Hannover i Wolfenbüttel, a Alemanya, amb motiu del VIII Aplec Internacional de la Sardana i Mostra de Grups Folklòrics de Catalunya; a Luxemburg l'estiu del 1996, en la novena edició del mateix aplec; i a Hall in Tirol i Innsbruck, a Àustria, l'estiu del 1998. A més, els anys 1995 i 1996 van actuar a Tolosa de Llenguadoc.
A Barcelona, l'any 1992, la Satànica va organitzar la VIII Trobada de Diables de la ciutat. I el 1998, per cloure els actes del desè aniversari de la colla, va celebrar la XIII Trobada de Diables de Barcelona i la VII Trobada de Diables Infantils. Amb motiu dels Jocs Olímpics d'Estiu de 1992, els diables de la Satànica de Sant Andreu van rebre la torxa olímpica a la plaça d'Orfila de Sant Andreu.